# Arctopsyche grandis
Arctopsyche grandis är en nattsländeart som först beskrevs av Banks 1900.  Arctopsyche grandis ingår i släktet Arctopsyche och familjen ryssjenattsländor. Inga underarter finns listade i Catalogue of Life.